# Jikkyō Powerful Pro Yakyū 9
Jikkyō Powerful Pro Yakyū 9 (実況パワフルプロ野球9?) es un videojuego de béisbol para PlayStation 2 y Nintendo GameCube publicado por Konami en julio de 2002, exclusivamente en Japón. Es el noveno juego de la serie Jikkyō Powerful Pro Yakyū, el tercero para la videoconsola de Sony y el primero para la de Nintendo. 
- Datos: Q11452787